# Chu Yiu-ming
Chu Yiu-ming (en chino, 朱耀明; pinyin, Zhū Yàomíng; jyutping, zyu1 jiu6 ming4, Hong Kong, 10 de enero de 1944) es un pastor bautista y activista prodemocracia hongkonés. Reconocido por su papel como cofundador y figura central del movimiento de la revolución de los Paraguas, Chu ha dedicado su vida a defender la democracia, los derechos humanos y el bienestar social de los marginados. Su activismo, profundamente enraizado en su fe cristiana, ha abarcado desde la organización de redes clandestinas para ayudar a los disidentes de la masacre de Tiananmén hasta liderar movimientos pacíficos de desobediencia civil en Hong Kong.

## Biografía
Chu nació en Hong Kong en un contexto de pobreza y desigualdad social. Quedó huérfano a una edad temprana, lo que lo obligó a enfrentarse a desafíos significativos que definieron su compromiso con el bienestar de los más desfavorecidos. Fue durante estos años de dificultades cuando se acercó al cristianismo y encontró una vocación en el ministerio bautista. Su formación académica abarcó tanto estudios teológicos como ciencias sociales, moldeando su compromiso con el servicio comunitario y la justicia social.
En 1974, asumió la dirección de la iglesia bautista de Chai Wan y en 1978 la fundó formalmente, donde promovió una amplia gama de actividades de alcance social, ayudando a personas sin hogar, drogadictos y exconvictos. Esta etapa marcó el inicio de su activismo social.

### Respuesta a la masacre de Tiananmén y la operación Yellowbird
El 4 de junio de 1989, la masacre de la plaza de Tiananmén impactó profundamente a Chu. A raíz de los eventos, organizó la operación Yellowbird, una red clandestina que ayudó a disidentes a escapar hacia Hong Kong y a salvarse de la persecución por parte del Gobierno chino. Esta operación, que involucró colaboración con grupos diversos, desde organizaciones humanitarias hasta figuras del crimen organizado, evidenció su valentía y compromiso con la defensa de los derechos humanos.

### Liderazgo en el movimiento de la revolución de los Paraguas

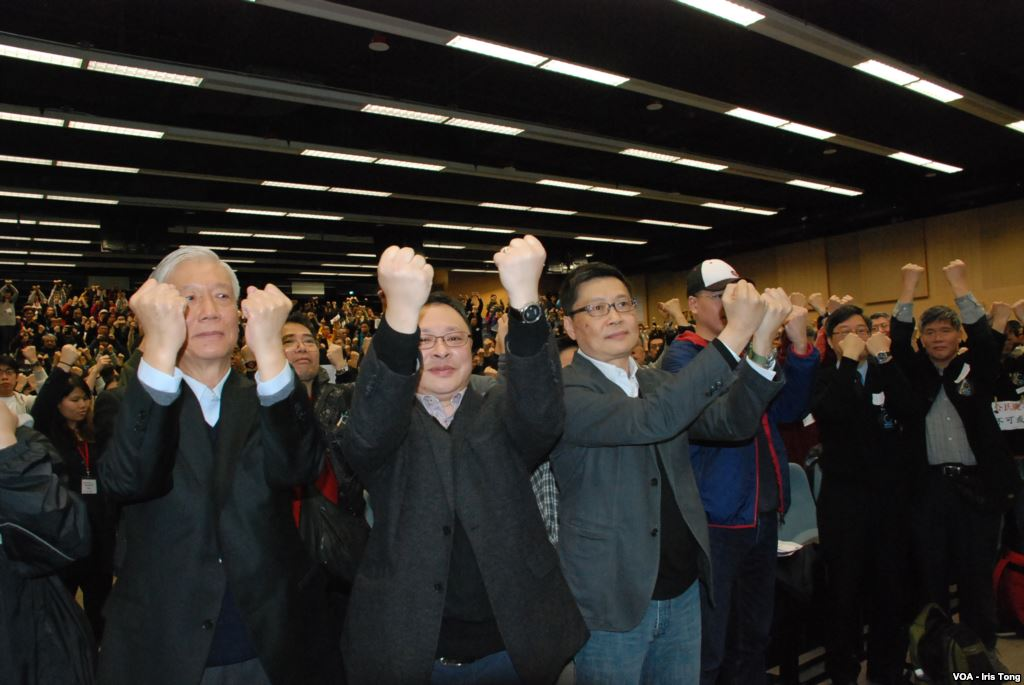
Los tres fundadores de la revolución de los Paraguas (de izquierda a derecha: Chu Yiu-ming, Benny Tai y Chan Kin-man) junto con sus seguidores levantan los puños juntos en un gesto de desobediencia civil y de entregarse voluntariamente para ser arrestados

En 2013, junto al escritor Benny Tai y el académico Chan Kin-man, Chu fundó el movimiento de la revolución de los Paraguas con el propósito de exigir un sistema de sufragio universal genuino para Hong Kong. Esta campaña de desobediencia civil pacífica se transformó en el movimiento de los Paraguas en 2014, una serie de protestas masivas en defensa de la autonomía política de Hong Kong frente a la creciente influencia del Gobierno central chino.
Durante el movimiento, Chu se enfocó en la no violencia y su disposición para dialogar con las autoridades, siempre abogando por el uso de medios pacíficos para promover el cambio político. En diciembre de 2014, él y otros líderes se entregaron voluntariamente a la policía, un acto que simbolizó su compromiso con la desobediencia civil responsable.

### Desafíos legales y represión
Chu y sus compañeros enfrentaron cargos por la organización de reuniones no autorizadas, reflejando la creciente represión de los movimientos democráticos en Hong Kong. A pesar de los desafíos legales, continuó abogando por los derechos civiles y la libertad política. Este compromiso le valió tanto elogios como amenazas, pero reforzó su posición como un defensor clave de la democracia y los derechos humanos.

## Premios y reconocimientos
A lo largo de su vida, Chu ha recibido múltiples premios y reconocimientos por su dedicación a la justicia social, destacando su papel en la operación Yellowbird y el movimiento de los Paraguas. Antes de la transferencia de la soberanía de Hong Kong a China en 1997, su activismo prodemocracia fue ampliamente reconocido internacionalmente, consolidando su estatus como una figura inspiradora y resiliente.